# Samuelova jeskyně
Samuelova jeskyně je umělý skalní útvar u obce Sloup v Čechách na Českolipsku z 18. století. Jedná se o skalní obydlí, vytesané místním poustevníkem Samuelem Görnerem. Z geomorfologického hlediska okolní skály náležejí do Zákupské pahorkatiny.

## Historie
Rodák z obce Sloup, poustevník Samuel Görner si vytesal (či nechal vytesat) v roce 1718 ve skále, dříve pojmenované jako Spitziger Stein, tj. Špičatý kámen, poblíž své vesnice jeskyni, kterou používal jako své obydlí, resp. poustevnu. V ní se věnoval broušení skleněných čoček, výrobě brýlí a dalekohledů. Strávil tu 17 let, v roce 1735 odešel na nedaleký hrad Sloup, na jehož vrcholu je jeho socha s dalekohledem.  V roce 1742 utekl na čas ve strachu před pruským vojskem do Prahy, v roce 1756 odešel na pouť do Říma, odkud se vrátil roku 1760. Ke konci života se přestěhoval k Příbrami, kde byl oloupen a zavražděn.
V roce 1897 byl v jedné z místností na stěnu zhotoven německy psaný nápis, připomínající působení poustevníka v jeskyni a na skále byla vytvořena vyhlídka. V roce 2002 sem byly instalovány nové české a německé popisné tabulky a o rok později byl prostor zrenovován obcí a podnikem Lesy ČR.

## Popis poustevny
Poustevna má dvě ve skále vytesané místnosti: předsíňku, která sloužila zároveň jako kuchyňka (dochován do skály vytesaný dymník, který odváděl kouř z ohniště) a obytnou místnost 6 x 2,5 metru, opatřenou dvěma okny (okna byla původně zasklena, zasklení se nedochovalo, okna byla později zajištěna mřížemi). Ke vchodu do poustevny vede řada do skály vytesaných schodů.

## Přístup pro turisty
Od parkoviště pod hradem Sloup vedou navigační šipky přes obec na kraj lesa, odtud je dosti příkrá cesta, opatřená v serpentinách zábradlím vzhůru ke skalám. 

## Galérie fotografií

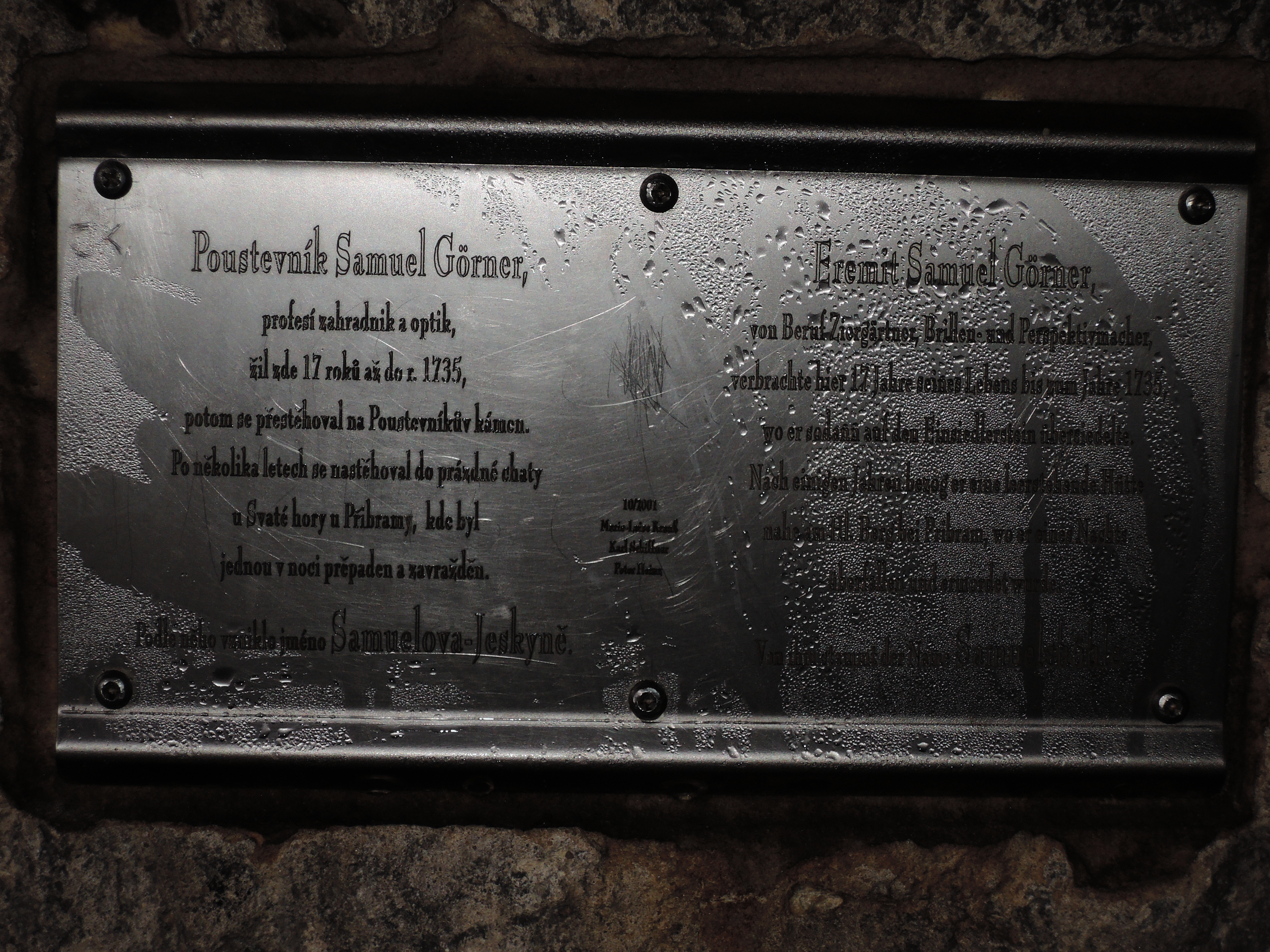
Samuelova jeskyně vnitřek
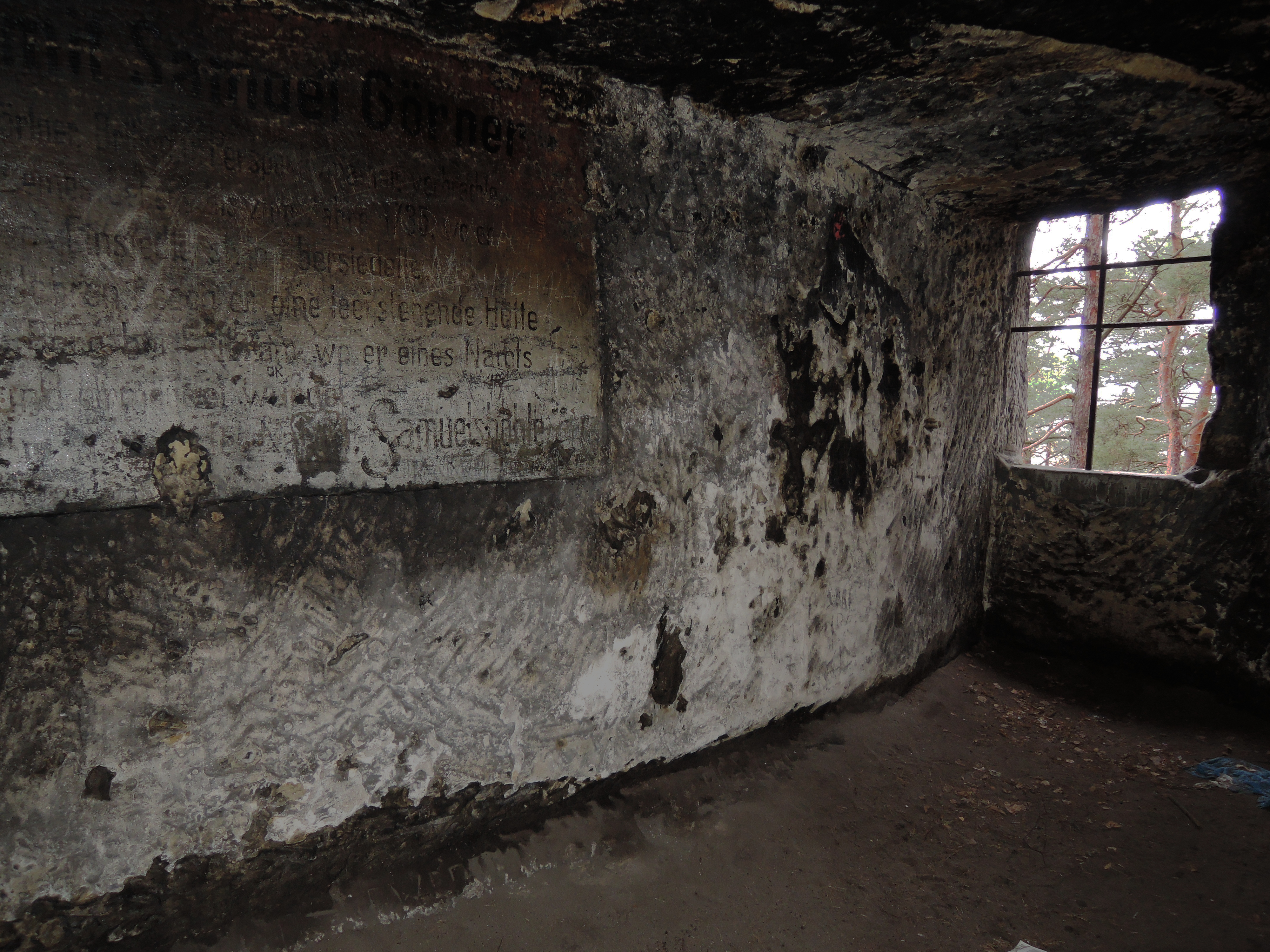
Samuelova jeskyně okno
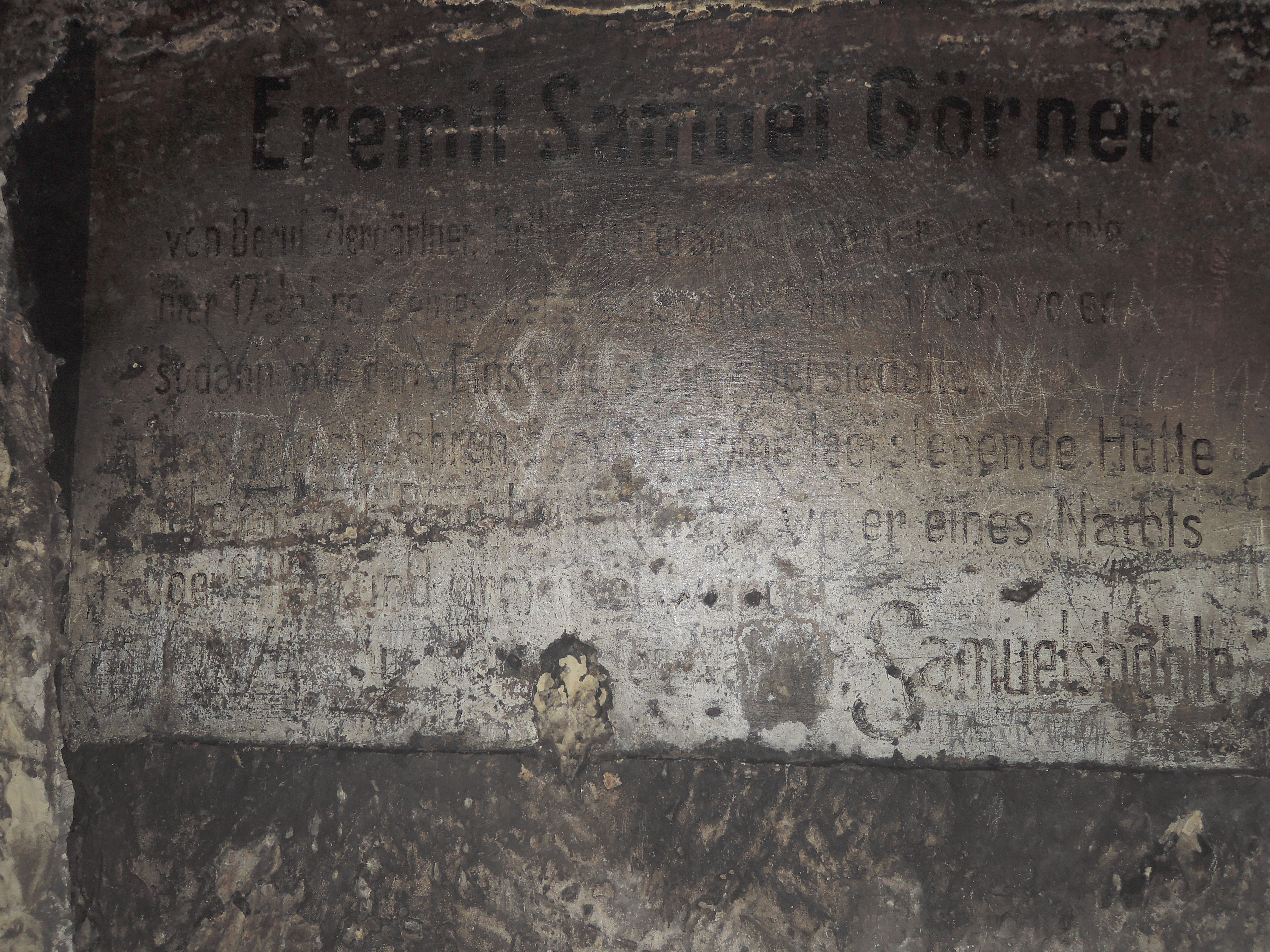
Samuelova jeskyně vnitřek 2
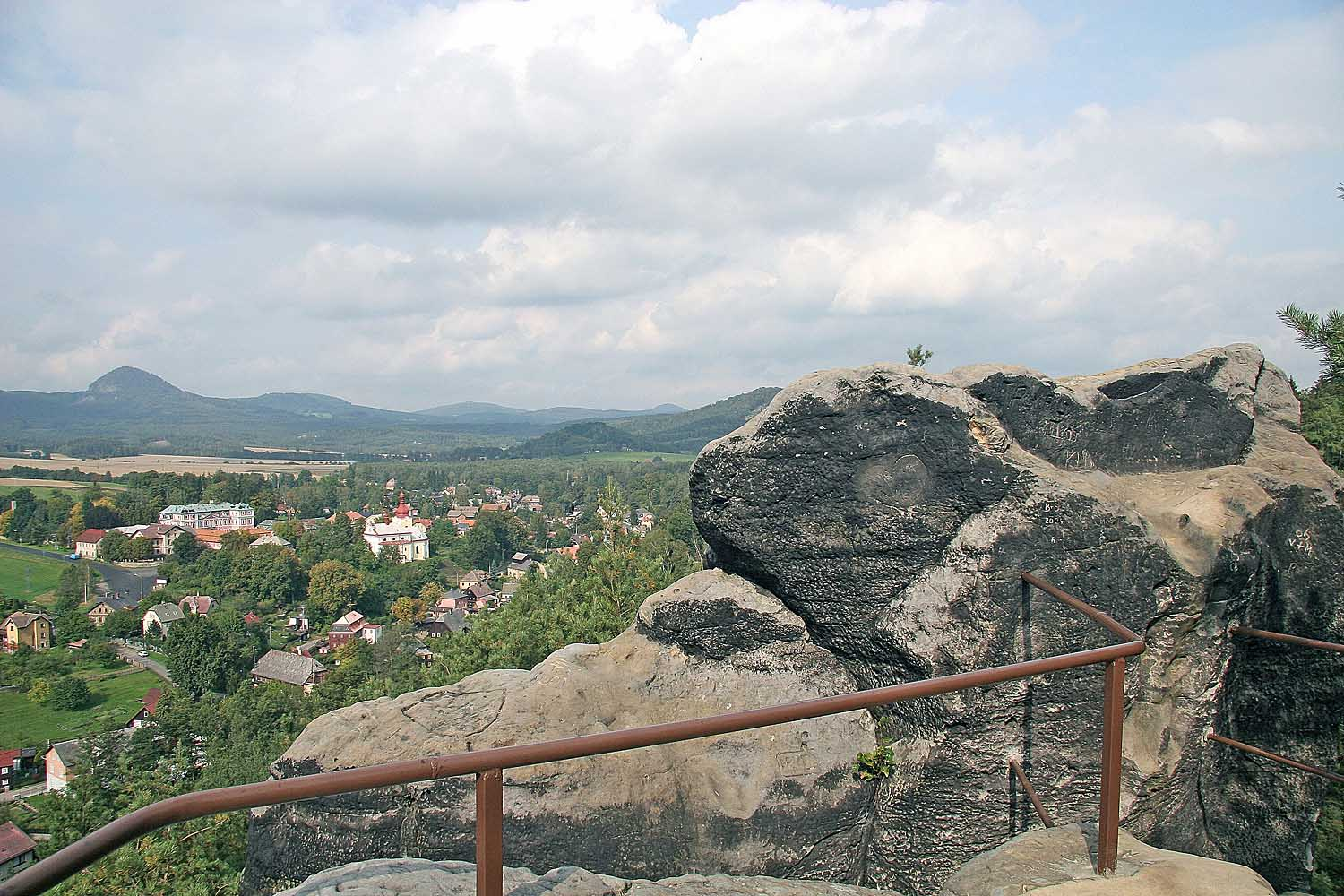
Vyhlídka nad jeskyní